# Leuchtturm Voslapp
Der Leuchtturm Voslapp war ein Leit- und Quermarkenfeuer in der Innenjade. Er bezeichnete von 1907 bis 1961 einen Fahrwasserabschnitt zu den Wilhelmshavener Häfen. 

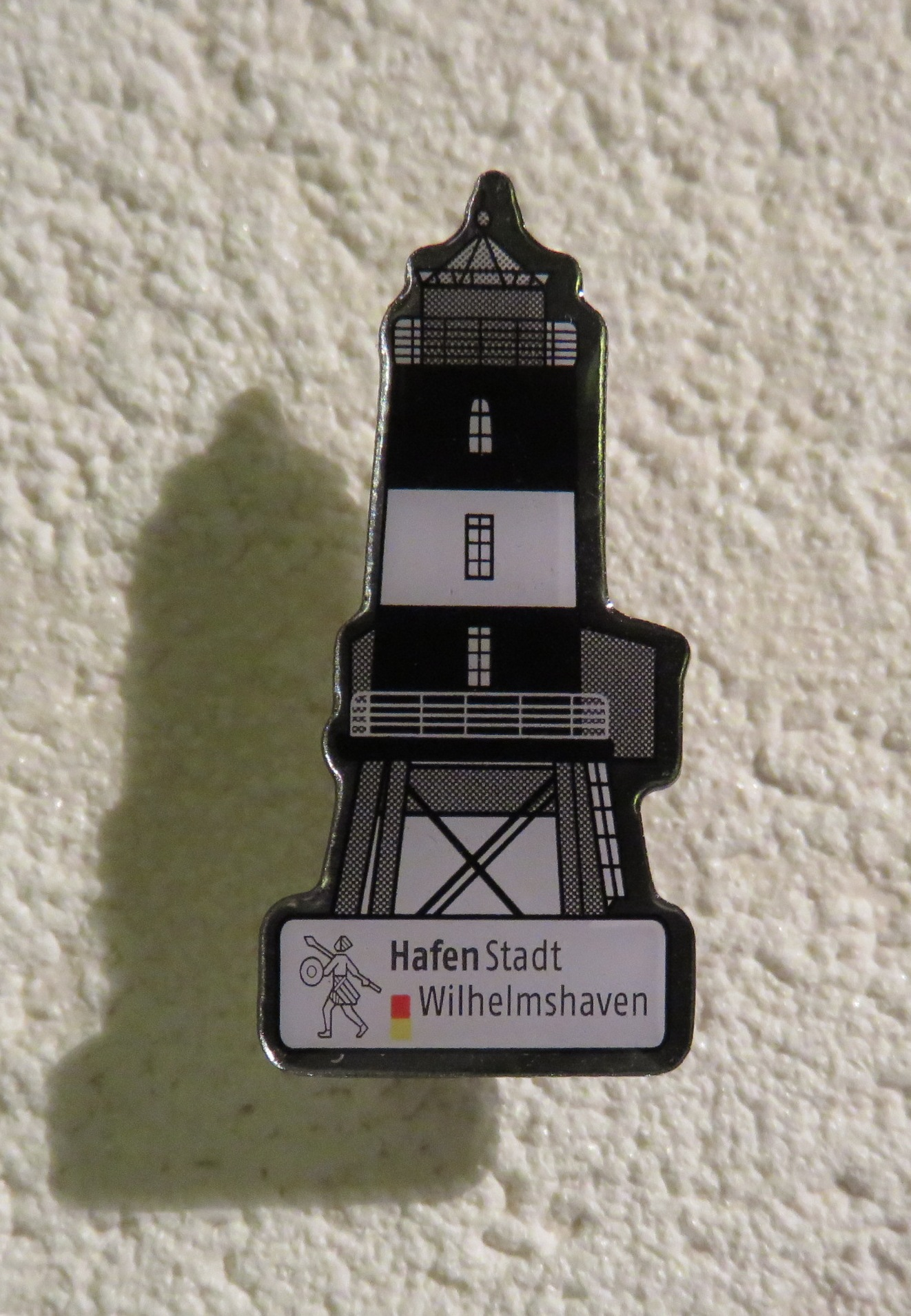
Die Anstecknadel für das Wochenende an der Jade 2012 hatte den Voslapper Leuchtturm als Motiv

Der schwarze, viereckige und 25,6 m hohe Turm wurde ab 1906 errichtet. Er stand auf vier Pfeilern im Watt und trug eine runde Laterne. Der Leuchtturm wurde nach der damaligen Ortschaft Voslapp, heute ein Stadtteil von Wilhelmshaven, benannt und war dem Leuchtturm Obereversand ähnlich. Das mit zwei Leuchtfeuerwärtern besetzte Leuchtfeuer ging im Juni 1907 in Betrieb. Für Nebelsignale war die Station zusätzlich mit einer Glocke ausgerüstet. Der Turm, der auch ein beliebtes Ziel für Wattwanderungen war, erhielt im Sommer 1956 ein 3,25 m breites weißes Band.
Das Leuchtfeuer wurde im August 1961 durch die neue Richtfeuerlinie Voslapp ersetzt und gelöscht. Der Turm wurde bereits im Oktober 1961 abgerissen. An dem ehemaligen Standort, der zwischen 1971 und 1973 eingedeicht wurde, erinnern heute nur noch die Fundamente und ein Gedenkstein an den alten Leuchtturm.

## Nachbildung

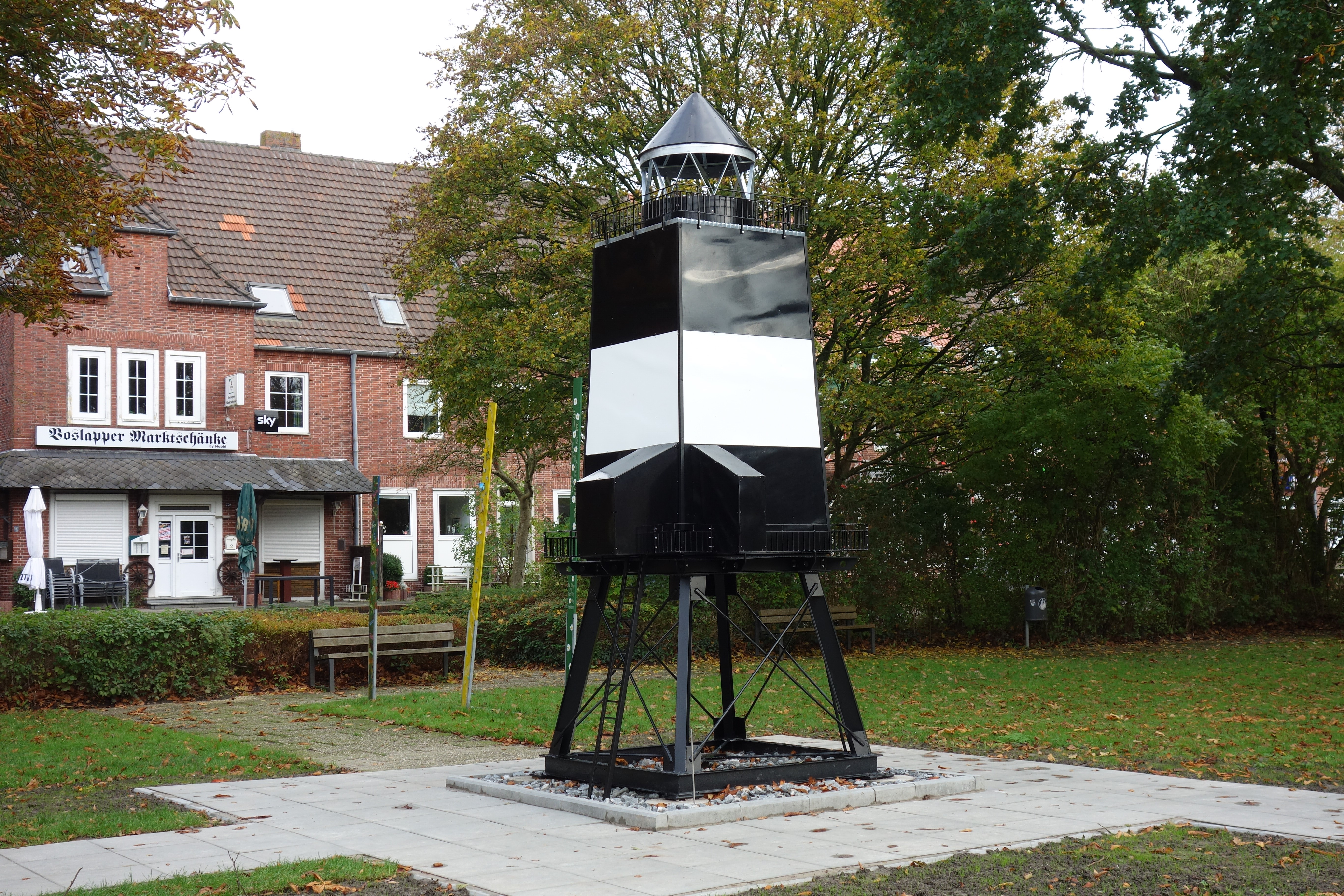
Nachbildung des alten Leuchtturms auf dem Voslapper Marktplatz

Anlässlich des 150-jährigen Stadtjubiläums von Wilhelmshaven ist eine Nachbildung des Leuchtturms von Schülern der Berufsbildenden Schulen nach den alten Bauplänen erstellt worden. Der rund fünf Meter hohe Turm im Maßstab 1:5 wurde im Oktober 2019 auf der Grünfläche gegenüber der St.-Martin-Kirche aufgestellt.